# Castello di Barisciano
O Castello di Barisciano (Castelo de Barisciano) localiza-se na cidade de Barisciano, província de L'Aquila, na região de Abruzos (Itália).